# Emperador de los franceses
Emperador de los franceses (en francés: Empereur des Français) es el título que se impuso a Napoleón Bonaparte en 1804 con la instauración del Primer Imperio Francés, hasta 1815, año en el que las potencias europeas coaligadas le permitieron seguir ostentándolo, pero reducido territorialmente a la Isla de Elba; en los Cien días de 1815 hasta su definitiva derrota en la batalla de Waterloo.

## Detalles

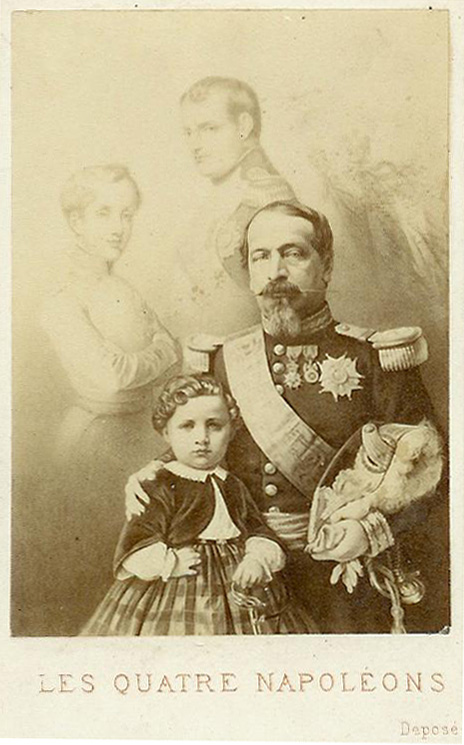
Los cuatro Napoleones.

Un título y oficio utilizado por la Casa de Bonaparte a partir de que Napoleón fue proclamado emperador el 18 de mayo de 1804 por el Senado y coronado emperador de los franceses el 2 de diciembre de 1804 en la catedral de Notre-Dame de París, en París, con la Corona de Napoleón. 
El título enfatizaba que el emperador gobernaba sobre "el pueblo francés" (la nación) y no sobre Francia (el estado). La antigua fórmula del "Rey de Francia" indicaba que el rey poseía Francia como posesión personal. El nuevo término indicaba una monarquía constitucional. El título fue creado a propósito para preservar la apariencia de la República Francesa y para mostrar que después de la Revolución Francesa, el sistema feudal fue abandonado y se creó un estado nación, con ciudadanos iguales como súbditos de su emperador. (Después del 1 de enero de 1809, se hizo referencia oficial al estado como el Imperio francés.)
Se suponía que el título de "Emperador de los franceses" demostraba que la coronación de Napoleón no era una restauración de la monarquía, sino una introducción de un nuevo sistema político: el Imperio francés. El reinado de Napoleón duró hasta el 22 de junio de 1815, cuando fue derrotado en la batalla de Waterloo, exiliado y encarcelado en la isla de Santa Elena, donde murió el 5 de mayo de 1821. Su reinado fue interrumpido por la Restauración borbónica de 1814 y su propio exilio a Elba, de donde escapó menos de un año después para reclamar el trono, reinando como Emperador por otros 94 días antes de su derrota y exilio final.
Menos de un año después del golpe de Estado francés de 1851 del sobrino de Napoleón Louis-Napoleón Bonaparte, que terminó con la disolución exitosa de la Asamblea Nacional francesa, la Segunda República Francesa se transformó en el Segundo Imperio francés, establecido por un referéndum sobre 7 de noviembre de 1852. El presidente Louis-Napoleón Bonaparte, elegido por el pueblo francés, se convirtió oficialmente en Napoleón III, emperador de los franceses, a partir de la fecha simbólica e histórica del 2 de diciembre de 1852. Su reinado continuó hasta el 4 de septiembre de 1870, después de ser capturado en La Batalla de Sedan durante la Guerra Franco-Prusiana. Posteriormente se exilió en Inglaterra, donde murió el 9 de enero de 1873.
Desde la muerte prematura en 1879 del único hijo de Napoleón III, Louis Napoleón, la Casa de Bonaparte ha tenido varios reclamantes al trono francés. El demandante actual es Carlos Bonaparte, quien se convirtió en jefe de la Casa de Bonaparte el 3 de mayo de 1997. Su posición es cuestionada por su hijo, Jean-Christophe, el Príncipe Napoleón, quien fue nombrado heredero en el testamento de su difunto abuelo.

## Todos los títulos

### Napoleón Bonaparte (I)
Su Majestad Imperial Napoleón I, por la gracia de Dios y la voluntad de la nación, Emperador de Francia, Rey de Italia, Protector de la Confederación del Rin, Mediador de la Confederación Suiza y copríncipe de Andorra.

### Napoleón II
Su Majestad Imperial Napoleón II, por la gracia de Dios y la Constitución de la República, emperador de los franceses y copríncipe de Andorra.

### Napoleón III
Su Majestad Imperial Napoleón III, por la gracia de Dios y la voluntad de la nación, Emperador de Francia y copríncipe de Andorra.

## Emperadores franceses

### Primer Imperio Francés
| N.º |  | Empereur des Français                                         | Inicio             | Final               | Duración         | Dinastía  | Notas |
| --- |  | ------------------------------------------------------------- | ------------------ | ------------------- | ---------------- | --------- | ----- |
| 1   |  | Napoleón Bonaparte (15 de agosto de 1769 - 5 de mayo de 1821) | 18 de mayo de 1804 | 11 de abril de 1814 | 9 años y 22 días | Bonaparte |       |

### Cien Días
Considerado como una continuación del Primer Imperio francés a pesar del breve exilio del emperador Napoleón I
| N.º |  | Empereur des Français                                         | Inicio              | Final               | Duración | Dinastía  | Notas              |
| --- |  | ------------------------------------------------------------- | ------------------- | ------------------- | -------- | --------- | ------------------ |
| 1   |  | Napoleón Bonaparte (15 de agosto de 1769 - 5 de mayo de 1821) | 20 de mayo de 1815  | 22 de junio de 1815 | 94 días  | Bonaparte |                    |
| 2   |  | Napoleón II 20 de marzo de 1811 - 22 de julio de 1832)        | 22 de junio de 1815 | 7 de julio de 1815  | 16 días  | Bonaparte | Hijo de Napoleón I |

### Segundo Imperio Francés
| N.º |  | Empereur des Français                                   | Inicio                 | Final                   | Duración                  | Dinastía  | Notas                                        |
| --- |  | ------------------------------------------------------- | ---------------------- | ----------------------- | ------------------------- | --------- | -------------------------------------------- |
| 1   |  | Napoleón III (20 de abril de 1808 - 9 de enero de 1873) | 2 de diciembre de 1852 | 4 de septiembre de 1870 | 17 años, 9 meses y 2 días | Bonaparte | Sobrino de Napoleón I y Primo de Napoleón II |